# 1948 في كندا
فيما يلي قوائم الأحداث التي وقعت خلال عام 1948 في كندا.

## سياسة

### تعيين في المنصب
- 2 أكتوبر – جورج ألكسندر درو زعيم المعارضة الرسمية [الإنجليزية]‏،عضو مجلس العموم الكندي.
- 25 أكتوبر – ليستر بولز بيرسون عضو مجلس العموم الكندي.

### انتهاء فترة المنصب
- 15 نوفمبر – ويليام كينج رئيس وزراء كندا.

## مواليد

### يناير
- 15 يناير – أندي جونز
- 16 يناير – كليف ثوربورن لاعب سنوكر كندي.

### مارس
- 20 مارس – بوبي أور لاعب هوكي جليد كندي.

### أبريل
- 14 أبريل – فرانسين راؤول

### سبتمبر
- 24 سبتمبر – فيل هارتمان

### أكتوبر
- 17 أكتوبر – مارغوت كيدر

## وفيات

### نوفمبر
- 27 نوفمبر – جاك ديلاني (مواليد 1900) ملاكم كندي.